# 許寰哥
許寰哥（閩南語發音：[kʰɔ˥˧huan˨˦ko˦]，邦板牙語發音：[koˈ(x)wəŋku]，他加祿語發音：[kɔˈhwaŋkɔ]；1841年—1915年），名玉寰（Gyok Hwan），綽號寰哥，譜名尚志，清代福建省泉州府同安县角尾鄉鸿渐村人（現為漳州市龍海區角美鎮鸿渐村）。清末閩南商人，移居菲律賓，為當地華僑富豪。加入天主教，取的教名是“荷西”（José），所以又叫荷西·许寰哥（José Cojuangco）。

## 簡介
1861年，許玉寰聽聞南洋便於牟利，由福建出海，到了呂宋島馬尼拉（今菲律宾），初為漁夫，生活艱苦。1865年遷居不喇堪，娶當地女子为妻，皈依天主教，教名“荷西”（José）。不久改事農場經營，獲利頗豐，於是購買土地，又招收佃農，獲利再購買土地，成為大地主，自此發跡。
1877年在達轆跨足蔗糖、白米批發與建築業，成為當時巨富。當地華僑以閩南語尊稱其為「寰哥」、「許寰哥」，之后「許寰哥」被西班牙语化为“Cojuangco”，從此“Cojuangco”成為其家族的姓氏。

## 家族
許寰哥家族是從許玉寰繁衍出來的家族。菲律賓首位女性總統柯拉蓉·許寰哥·艾奎諾，為許玉寰後裔。前菲律賓總統貝尼格諾·艾奎諾是柯拉蓉之子。